# 滇西豹子花
滇西豹子花（学名：Nomocharis pardanthina var. farreri）为百合科豹子花属下的一个变种。

## 扩展阅读
- 維基物種上的相關：滇西豹子花